# Bertil Westman
John Bertil Westman,  född 3 augusti 1929 i Kroksta, Själevad, Örnsköldsvik, död 30 mars 2012 i Mjällom, Nordingrå, Kramfors,  var en svensk författare och konstnär. 
Han arbetade som skollärare och rektor för skolorna i Nordingrå, Ullånger och Docksta. Verksam som diktare, textskrivare till psalmer och melodier, tecknare, målare och träsnidare.
Hans motivkrets och budskap är genomsyrad av en stark kristen tro. Westman finns representerad vid Nationalmuseum i Stockholm.